# Résolution 943 du Conseil de sécurité des Nations unies
Membres permanents
- Chine
- États-Unis
- France
- Royaume-Uni
- Russie

Membres non permanents
- Argentine
- Brésil
- Djibouti
- Espagne
- Nigéria
- Nouvelle-Zélande
- Oman
- Pakistan
- République tchèque
- Rwanda

Résolution no 942 Résolution no 944
La résolution 943 du Conseil de sécurité des Nations unies, adoptée le 23 septembre 1994, après avoir réaffirmé toutes les résolutions sur la situation en Bosnie-Herzégovine, a suspendu certaines restrictions contre la république fédérale de Yougoslavie (Serbie et Monténégro) et a discuté de la fermeture de la frontière entre les deux pays.
Le Conseil de sécurité a salué la décision de la république fédérale de Yougoslavie concernant le règlement territorial proposé pour la Bosnie-Herzégovine et la décision des deux États de continuer à maintenir fermée la frontière entre les deux États, à l'exclusion de l'aide humanitaire. Agissant en vertu du chapitre VII de la Charte des Nations unies, il a ensuite été décidé de suspendre les mesures suivantes contre la république fédérale de Yougoslavie pour une période initiale de 100 jours si les deux parties mettaient pleinement en œuvre la fermeture de la frontière: 
a) les restrictions énoncées dans les résolutions 757 (1992) et 820 (1993) concernant les aéronefs ;
b) les restrictions relatives au service de ferry entre Bar, Monténégro et Bari (en Italie) ;
c) les mesures relatives aux échanges sportifs et culturels.
Le comité du Conseil de sécurité créé par la résolution 724 (1991) a été chargé de rationaliser les procédures de traitement des demandes d'assistance humanitaire. Enfin, le secrétaire général Boutros Boutros-Ghali a été invité à faire rapport tous les 30 jours sur la poursuite de la fermeture des frontières par les deux pays, et il a été annoncé que la suspension des restrictions prendrait fin le cinquième jour ouvrable si le rapport du secrétaire général établissait que la fermeture des frontières n'a pas été mise en œuvre.
La résolution 943 a été adoptée par 11 voix contre deux (Djibouti, Pakistan) et deux abstentions du Nigeria et du Rwanda.

## Voir également
- Génocide bosniaque
- Guerre de Bosnie-Herzégovine
- Dislocation de la Yougoslavie
- Guerre de Croatie
- Guerres de Yougoslavie